# 진주초등학교 (경남)
진주초등학교는 대한민국 경상남도 진주시 인사동에 있는 공립 초등학교이다. 을미개혁(제3차 갑오개혁)의 일환으로 공포된 소학교령에 따라 1895년에 경상우도소학교로 설립된 서부경남지역 최초의 근대식 공립학교이다.

## 연혁
- 1895년 9월 24일 경상우도소학교 개교[1]
- 1896년 4월 1일 경상남도공립소학교로 변경
- 1902년 1월 20일 성내 매동으로 이전
- 1906년 9월 1일 공립진주보통학교(6년제)로 변경
- 1909년 4월 1일 국내 최초 여자 학급 설치(3년제)
- 1910년 3월 31일 제1회 졸업식(4년제 남자 14명)
- 1911년 11월 1일 진주공립보통학교(4년제)로 변경[4]
- 1912년 5월 30일 현 위치에 교사 신축 착공
- 1919년 5월 8일 진주제1공립보통학교로 변경
- 1921년 4월 1일 남자 6년제 인가
- 1923년 4월 1일 여자 6년제 인가
- 1934년 12월 7일 교사 신축 준공
- 1938년 4월 1일 진주제1공립심상소학교로 변경[5]
- 1940년 5월 1일 진주사범학교 부속심상소학교 분리
- 1941년 4월 1일 진주제1공립국민학교로 변경[6]
- 1942년 3월 1일 진주길야공립국민학교로 변경
- 1945년 9월 24일 진주중안공립국민학교로 변경
- 1946년 9월 15일 진주천전공립국민학교 분리
- 1950년 4월 1일 진주중안국민학교로 변경[7]
- 1962년 3월 2일 봉원국민학교 분리
- 1970년 3월 1일 봉곡국민학교 분리
- 1981년 3월 1일 촉석국민학교 분리
- 1996년 3월 1일 중안초등학교로 변경[8]
- 1996년 5월 26일 개교 100주년 기념행사, 역사관 개관
- 2009년 12월 3일 잔디운동장 및 개축교사 준공
- 2010년 9월 17일 과학실 리모델링 완공
- 2011년 1월 28일 일본 교토 빅밴드페스티벌 참가
- 2011년 3월 1일 현재의 교명으로 변경[9][10]
- 2012년 9월 21일 제117회 개교기념행사
- 2014년 6월 13일 어린이 놀이장 설치
- 2020년 2월 20일 제120회 졸업장 수여식 (총 졸업생수 26,861명)

## 상징
- 교화(校花) - 개나리 : 물푸레나무과 우리 나라 양지 바른 어느 곳에서나 잘 자람은 진주인의 힘과 끈기요, 봄 꽃의 대명사이며 이른 봄 일찍 피어남은 진주인의 얼이다.
- 교목(校木) - 느티나무 : 느릅나무과 나무중에서 600년을 넘게 오래 살며 지름 3m, 높이 30m 정도로 크게 자라는 장수거목으로서 우리 진주의 긴 역사와 빛나는 전통을 상징하며 마을 수호신으로서 그 늠름한 자태는 진주인의 기상을 나타내고 있다.

## 참고 자료
- 진주초등학교 - 한국교육학술정보원 학교알리미 (한국어)